# Atarba mexicana
Atarba mexicana är en tvåvingeart som beskrevs av Alexander 1926. Atarba mexicana ingår i släktet Atarba och familjen småharkrankar. Inga underarter finns listade i Catalogue of Life.